# Дарфур (город, Миннесота)
Дарфур (англ. Darfur) — город в округе Уотонуан, штат Миннесота, США. На площади 0,9 км² (0,9 км² — суша, водоёмов нет), согласно переписи 2002 года, проживают 137 человек. Плотность населения составляет 149,3 чел./км².
- Телефонный код города — 507
- Почтовый индекс — 56022
- FIPS-код города — 27-14770[1]
- GNIS-идентификатор — 0642638[2]